# Waldemar Hirth
Waldemar Hirth (* 25. Dezember 1884 in Shanghai; † 1963) war ein deutscher Konteradmiral der Reichsmarine.

## Leben
Waldemar Hirth war ein Sohn des späteren Professors Friedrich Hirth, welcher von 1870 bis 1897 in Diensten des chinesischen Seezolls stand.
Waldemar Hirth trat am 1. April 1903 in die Kaiserliche Marine ein. Am 13. Oktober 1914 wurde er zum Kapitänleutnant befördert. Bis Oktober 1914 war er Vorstand der Marine-Nachrichtenstation Hörnum auf Sylt. Anschließend war er bei der Hafenflottille der Elbe Kommandant des Torpedobootes D 8 und übernahm dann bis Ende des Jahres als Kommandant das Torpedoboot S 177. Er kam bis August 1917 als Lehrer auf das Torpedoschulschiff Württemberg. Bis Kriegsende war er Referent beim Torpedoversuchskommandos und zugleich Kommandant des Torpedobootes T 14.
Nach dem Krieg wurde er in die Reichsmarine übernommen und hier am 1. September 1921 Korvettenkapitän.
Zum Wintersemester 1923/24 wurde er als einer der ersten Seeoffiziere der Reichsmarine für zwei Jahre zum technischen Studium für den Bereich Torpedowesen an die TH Berlin kommandiert.
Von Mai 1925 bis Juni 1934 war er Kommandeur der Torpedoversuchsanstalt (TVA). In dieser Position wurde er am 1. Oktober 1928 Fregattenkapitän, am 1. April 1930 Kapitän zur See und später noch Konteradmiral. Nachfolger als Kommandeur der TVA war Konteradmiral Walther Faber.